# Andy Schleck
Andy Schleck (Ciutat de Luxemburg, 10 de juny de 1985) és un ciclista luxemburguès, professional des del 2005 fins al 2014.
Els seus èxits esportius més importants són la victòria a la Lieja-Bastogne-Lieja de 2009, tres etapes al Tour de França i, sobretot, la general del Tour de França del 2010, després de la desqualificació d'Alberto Contador per dopatge.

## Biografia
Andy Schleck pertany a una nissaga de ciclistes. Son pare, Johnny, havia estat company d'equip de Jean-Marie Leblanc, Luis Ocaña i Jan Janssen, i havia participat en set edicions del Tour de França entre 1965 i 1973. Son germà Fränk també és ciclista professional.
Als 21 anys Andy finalitzà en segona posició del Giro d'Itàlia de 2007, a 1' 55" de Danilo Di Luca, i fent-se al mateix temps amb el mallot blanc de primer jove. Feia 46 anys que cap luxemburguès pujava al podi d'una gran volta.
El 2008 arribà al Tour de França entre els favorits, però una mala etapa a l'Hautacam, on perdé més de 9', li van fer perdre tota opció de lluitar per la classificació general. Finalment acabà en 11a posició, i es proclamà millor jove. Posteriorment va formar part de la selecció luxemburguesa que va prendre part en la prova en ruta dels Jocs Olímpics de Pequín, on finalitzà en cinquena posició, posteriorment quart, després de la desqualificació per dopatge de Davide Rebellin.
El 2009 va fer un bon paper a les clàssiques de primavera, amb una segona posició a la Fletxa Valona i la victòria a la Lieja-Bastogne-Lieja. També es proclamà Campió de Luxemburg en ruta i finalitzà en segona posició al Tour de França, on tornà a guanyar la classificació dels joves. Al Tour sols fou superat per Alberto Contador, mentre Lance Armstrong finalitzava en tercera posició.
Al Tour de França de 2010, en què finalitzaria novament en segona posició, torna a ser el gran rival de Contador en la lluita pel mallot groc. Aconseguí dues victòries d'etapa, va posar contra les cordes a Contador fins a la darrera contrarellotge i guanya la classificació dels joves per tercer any consecutiu. Després de la sanció d'Alberto Contador per dopatge passà a ocupar la primera posició en la classificació general. Aquell mateix disputà la Volta a Espanya, de la qual fou expulsat pel mateix equip per sortir de festa durant la cursa.
El 2011 va participar en les clàssiques de les Ardenes, finalitzant en tercera posició a la Lieja-Bastogne-Lieja. A la Volta a Califòrnia acabà en vuitena posició. Posteriorment va disputar la Volta a Suïssa, en què guanyà la classificació de la muntanya. Al campionat de Luxemburg en ruta acabà segon, rere el seu germà Fränk. El juliol va disputar el Tour de França, en què guanyà la 18a etapa amb final al Galibier. L'endemà es va vestir de groc a l'Aup d'Uès, però en la darrera contrarellotge va perdre el lideratge a mans de Cadel Evans, per acabar segon en la genera.
El 2012 quedà marcat per una lesió que patí durant la disputa del Critèrium del Dauphiné a l'os sacre i que li impedí prendre part al Tour de França i als Jocs Olímpics de Londres, entre altres curses. No va ser fins a primers d'octubre, en la Binche-Tournai-Binche, quan Schleck va poder reprendre la competició, tot i que abandonà.
El 2013 tingué uns resultats discrets, abandonant en bona part de les curses que disputà: Tour Down Under, Tour del Mediterrani, Strade Bianche, Tirrena-Adriàtica, Volta al País Basc o Amstel Gold Race. Destaca la seva participació en la Volta a Califòrnia, en què acabà el 25è, i la Volta a Suïssa, on acabà quinzè. Al Tour de França acabà en vintena posició final i tot i que es deixà veure en alguna etapa, en cap moment poder lluitar per estar entre els deu primers de la general.
El 9 d'octubre de 2014 va anunciar que es retirava per culpa del problemes físics

## Palmarès
- 2004
  -  Campió de Luxemburg sub-23 en ruta
  -  Campió de Luxemburg sub-23 en contrarellotge
  - 1r a la Fletxa del Sud
- 2005
  -  Campió de Luxemburg de CRI
- 2006
  - Vencedor de 2 etapes del Sachsen-Tour
- 2007
  - Classificació dels joves del Giro d'Itàlia
- 2008
  -  1r de la Classificació dels joves del Tour de França
- 2009
  -  Campió de Luxemburg en ruta
  - 1r a la Lieja-Bastogne-Lieja
  -  1r de la Classificació dels joves del Tour de França
  - Vencedor d'una etapa de la Volta a Luxemburg
- 2010
  -  Campió de Luxemburg de CRI
  -  1r al Tour de França, vencedor de 2 etapes i  1r de la Classificació dels joves[6]
- 2011
  - Vencedor d'una etapa al Tour de França
  - Vencedor de la classificació de la muntanya de la Volta a Suïssa

### Resultats al Giro d'Itàlia
- 2007. 2n de la classificació general.  1r de la Classificació dels joves

### Resultats al Tour de França
- 2008. 11è de la classificació general.  1r de la Classificació dels joves
- 2009. 2n de la classificació general.  1r de la Classificació dels joves
- 2010.  1r de la classificació general. Vencedor de la 8a i 17a etapes.  1r de la Classificació dels joves
- 2011. 2n de la classificació general. Vencedor de la 18a etapa.  Porta el mallot groc durant 1 etapa
- 2013. 20è de la classificació general
- 2014. No surt (4a etapa)[7]

### Resultats a la Volta a Espanya
- 2009. Abandona (8a etapa)
- 2010. Expulsat pel seu propi equip